# Ногути, Мидзуки
Мидзуки Ногути — японская легкоатлетка, бегунья на длинные дистанции, специалист в марафоне. Олимпийская чемпионка 2004 года с результатом 2:26.20. Серебряный призёр чемпионата мира 2003 года на марафонской дистанции — 2:24.14. Рекордсменка Азии в марафоне с 2005 года.
Бронзовый призёр Нагойского марафона 2013 года с результатом 2:24.05.
Серебряный призёр чемпионата мира по полумарафону 1999 года в командном первенстве.
Выступала на чемпионате мира 2013 года в Москве, однако не смогла закончить дистанцию.

## Достижения
- Победительница Нагойского марафона 2002 года — 2:25.35
- Победительница Осакского марафона 2003 года — 2:21.18
- Победительница Берлинского марафона 2005 года — 2:19.12
- Победительница Токийского марафона 2007 года — 2:21.37